# Albert Español
Albert Español Lifante (Barcelona, 1985. október 29. –) világbajnoki ezüstérmes (2009) spanyol válogatott vízilabdázó, a CNA Barceloneta játékosa. 2014-ben, az Európa-bajnokság gólkirálya volt 24 találattal.